# Silke Popp

Silke Popp

Silke Popp (* 1973 in Marktredwitz) ist eine deutsche Schauspielerin.

## Leben
Im Fichtelgebirge aufgewachsen, ging sie nach ihrem Abitur ein Jahr in die USA. Vor dem Besuch der Schauspielschule Schauspiel München, wo sie 2001 ihren Abschluss machte, studierte sie an der Ludwig-Maximilians-Universität in München Kommunikationswissenschaft, Medienrecht und Werbepsychologie. Ihr Studium schloss sie 1998 mit dem akademischen Grad Magister Artium ab.
Zunächst führte sie ihr Weg an verschiedene Bühnen in ganz Deutschland. Seit mehr als 20 Jahren arbeitet sie regelmäßig für das Deutsche Fernsehen.
Seit 2010 spielt Silke Popp, neben weiteren Fernseh-Produktionen, in der Erfolgs-Serie des Bayerischen Rundfunks Dahoam is Dahoam die erfolgreiche Geschäftsfrau, Unternehmergattin und Mutter Uschi Kirchleitner, die das Herz am rechten Fleck hat.
Für ihre Darstellung in Dahoam is Dahoam wurde sie 2016 mit dem Felix Burda Award „Engagement des Jahres“ ausgezeichnet. Des Weiteren hat sie mit der Serie den Deutschen Hörfilmpreis und den Crossmediapreis gewonnen.
Mit dem Independent Kino-Film Los(ge)lassen hat sie 2021 zwei internationale Preise gewonnen: Best International Feature (Toronto Independent Filmfestival) und Best Alumni Feature (Lady Filmmakers Festival Los Angeles).

## Auszeichnungen
- 2014: Deutscher Hörfilmpreis für Dahoam is Dahoam
- 2015: Crossmediapreis für Dahoam is Dahoam
- 2016: Felix Burda Award „Engagement des Jahres“ für die Darstellung in Dahoam is Dahoam
- 2021: Best International Feature (Toronto Independent Film Festival) für Los(ge)lassen
- 2021: Best Alumni Feature (Lady Filmmakers Festival Los Angeles) für Los(ge)lassen

## Filmografie (Auswahl)
- 2003: Der Untergang
- 2004: Forsthaus Falkenau
- 2007: Der Alte
- 2007: Hochzeit auf Raten
- 2007: Der Komödienstadel – Der magische Anton
- seit 2007 bis dato: Dahoam is Dahoam (ab 2010 im Hauptcast)
- 2008: Die göttliche Sophie
- 2008: Kanal fatal
- 2008: Liebe, Babys und ein großes Herz
- 2008: Mama kommt!
- 2008/2009: Chiemgauer Volkstheater
- 2009: Der Kaiser von Schexing (Fernsehserie, drei Folgen)
- 2009: Kreuzfahrt ins Glück – Bermuda
- 2010: Kanal Fatal
- 2010: Marienhof
- 2012: Hubert und Staller
- 2012: SOKO 5113
- 2012: Die Rosenheim-Cops (Folge 252: Tod im Bioladen)
- 2013: Die Garmisch-Cops
- 2014: Weißblaue Geschichten
- 2019: Die Chefin: Gier
- 2019: Akte Lansing
- 2019: Die Rosenheim-Cops (Folge 372: Kein Honigschlecken)
- 2020: Los(ge)lassen
- 2023: Die Rosenheim-Cops (Folge 536: Eine ganz krumme Tour)
- 2024: high spirits (Kurzfilm)

## Ehrenamtliches Engagement
Silke Popp engagiert sich für die „Sternstunden“ des Bayerischen Rundfunks. 
Weiterhin war sie 2024 Jurymitglied und Laudatorin beim „Bayerischen Engagiert-Preis“.
Seit 2021 sitzt sie in der Jury des Bayerischen Hotel- und Gaststättenverbands DEHOGA Bayern für den „Gastro Innovation Award“.